# Бунешти-Регат (Сучава)
Бунешти-Регат (рум. Buneşti-Regat) насеље је у Румунији у округу Сучава. Oпштина се налази на надморској висини од 301 m.

## Становништво
Према подацима из 2011. године у насељу је живело 2684 становника.